# Monomma semicarinatum
Monomma semicarinatum es una especie de coleóptero de la familia Monommatidae. Presenta las siguientes subespecies:
- Monomma semicarinatum montanum
- Monomma semicarinatum semicarinatum

## Distribución geográfica
Habita en Madagascar.